# Plexo
En anatomía, un plexo (del latín plexus ‘trenza’) es una red o entrelazamiento, formada por ramas nerviosas o también vasculares que se disponen con aspecto de red. 
Los plexos pueden pertenecer unos a los nervios cerebrorraquídeos y otros al sistema nervioso simpático.
Todos los plexos presentan entrelazamientos complejos de mallas más o menos flojas que forman variadas y numerosas anastomosis y de los cuales emanan otros ramos que van a los órganos o a otros plexos.

## En los invertebrados

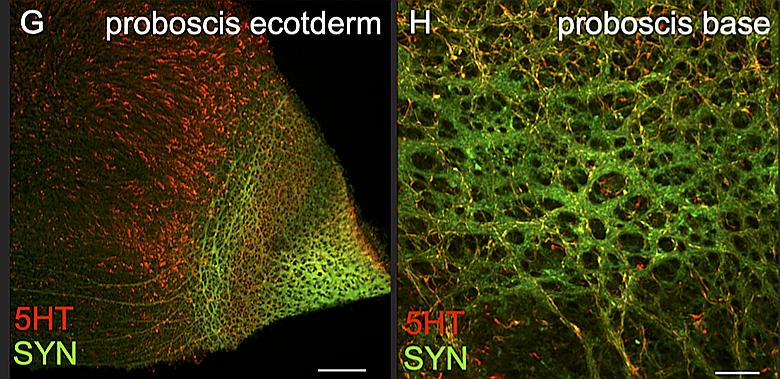
Plexos nerviosos en la probóscide del adulto del gusano bellota Saccoglossus.

Los plexos son la forma característica del sistema nervioso de los celentéreos (radiados) y persiste con modificaciones en los platelmintos.

Los nervios de los equinodermos (bilaterales) radialmente simétricas también toman esta forma, en un plexo subyace el ectodermo de estos animales y más profundo en el cuerpo de otras células nerviosas forman plexos de forma limitada.

## En el humano

### Plexos vasculares
- El plexo coroideo es una parte del sistema nervioso central en el cerebro y se compone de capilares, ventrículos y las células ependimarias.
- Plexos venosos, formados por anastomosis venosas, como los Plexos venosos vertebrales internos.

### Plexos nerviosos
Los plexos nerviosos principales son el plexo cervical, plexo braquial, el plexo lumbar y el plexo sacro.
- Los plexos cervical, braquial, lumbar y plexo sacro se refieren a los nervios raquídeos.
- El Plexo cardíaco, formado por los nervios del corazón.
- El plexo solar es una gran red debida al gran simpático, formada por la reunión de ganglios y ramos dispuestos en forma de rayos pertenecientes especialmente a los dos grandes nervios esplánicos.
- En el aparato digestivo existen dos plexos en el espesor de la pared digestiva que conforman el sistema nervioso entérico:
  - Plexo mientérico: se localiza entre las dos capas musculares longitudinal y circular. Su función es la de la motilidad digestiva a lo largo del aparato y la de mezclar el producto ingerido.
  - Plexo submucoso: entre la pared muscular externa y la submucosa. Realiza funciones de control sobre las secreciones a este nivel.